# Dyess
Dyess é uma cidade  localizada no estado americano de Arkansas, no Condado de Mississippi.

## Demografia
Segundo o censo americano de 2000, a sua população era de 515 habitantes.
Em 2006, foi estimada uma população de 481, um decréscimo de 34 (-6.6%).

## Geografia
De acordo com o United States Census Bureau, a localidade tem uma área de 2,5 km², sem área coberta por água.

## Localidades na vizinhança
O diagrama seguinte representa as localidades num raio de 16 km ao redor de Dyess.